# Navamorisca
Navamorisca es una localidad española del municipio de El Losar del Barco, perteneciente a la provincia de Ávila, en la comunidad autónoma de Castilla y León.

## Geografía
La localidad está ubicada en la comarca del Alto Tormes. Se encuentra en el suroeste de la provincia de Ávila, y está a apenas 26 km de Béjar, a 82 km de Salamanca y a 85 km de Ávila, la capital provincial. Navamorisca limita con las poblaciones de La Carrera, El Losar del Barco, Santa Lucía de la Sierra y con Aldeanueva de Santa Cruz. Su vegetación está formada por castaños, pinos, robles y fresnos, y de animales hay sobre todo jabalíes y liebres. El río Tormes pasa a unos 300 m del pueblo, ya que está a la vera del mismo.

## Historia
Hacia mediados del siglo XIX, el lugar tenía contabilizadas unas 38 casas y ya pertenecía al Losar. Aparece descrito en el decimosegundo volumen del Diccionario geográfico-estadístico-histórico de España y sus posesiones de Ultramar de Pascual Madoz de la siguiente manera:

NAVAMORISCA: l. en la prov. de Avila, part. jud. del 
Barco de Avila, felig. y térm. jurisdiccional de Losar, en cuyo pueblo están incluidas las circunstancias de su localidad, pobl. y riqueza (V.). Tiene sobre 38 casas.
(Madoz, 1849, p. 65)

## Demografía
En 2010 contaba con una población de 31 habitantes, de los cuales 16 son varones y 15 son mujeres (INE 2010). Navamorisca, nunca ha tenido una población elevada, y la que tenía, la ha perdido paulatinamente.
| Gráfica de evolución demográfica de Navamorisca entre 1900 y 2023                        |
|                                                                                          |
| Fuente: Instituto Nacional de Estadística de España - Elaboración gráfica por Wikipedia. |